# Dorfkirche Bendelin

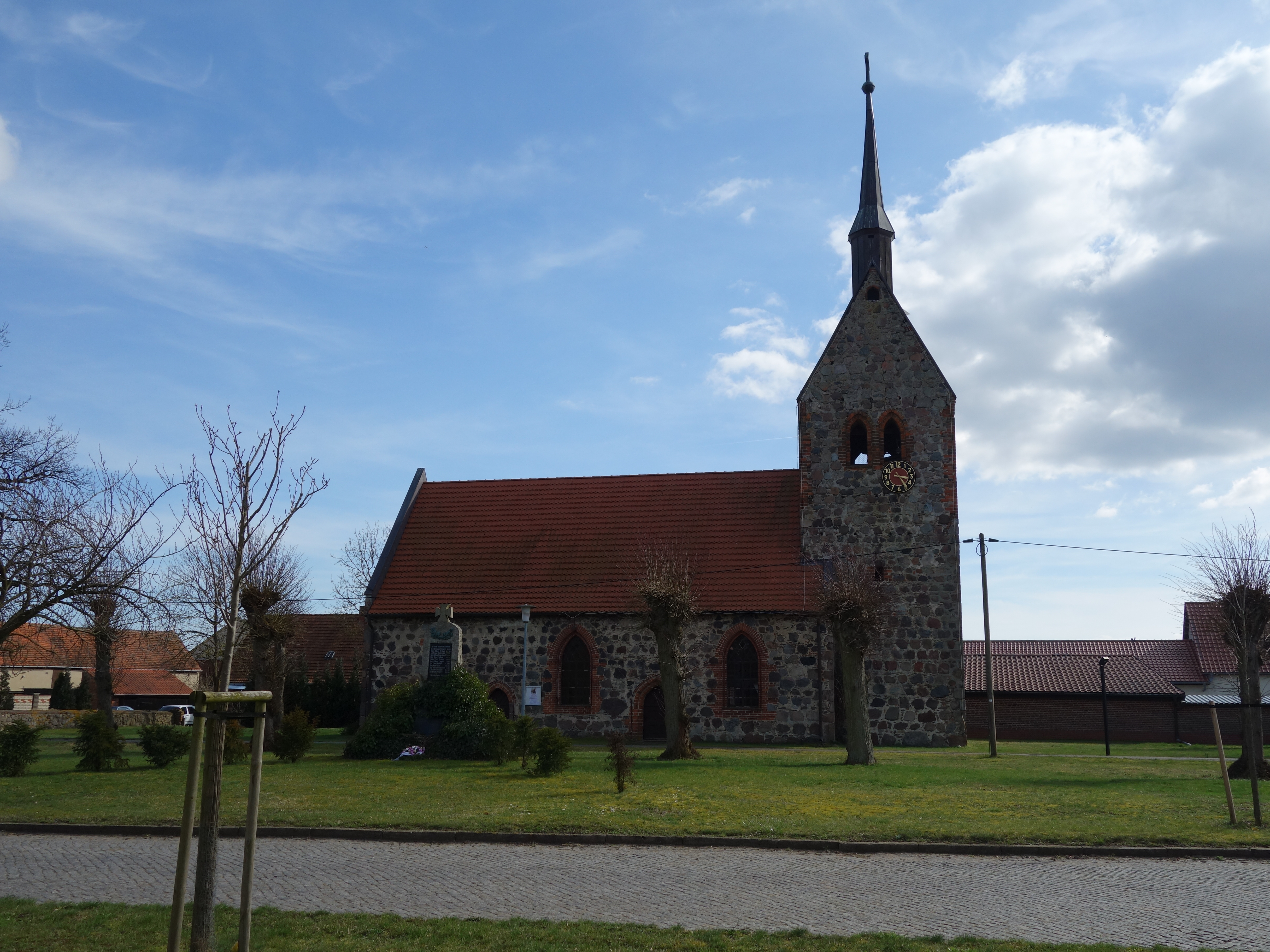
Dorfkirche in Bendelin

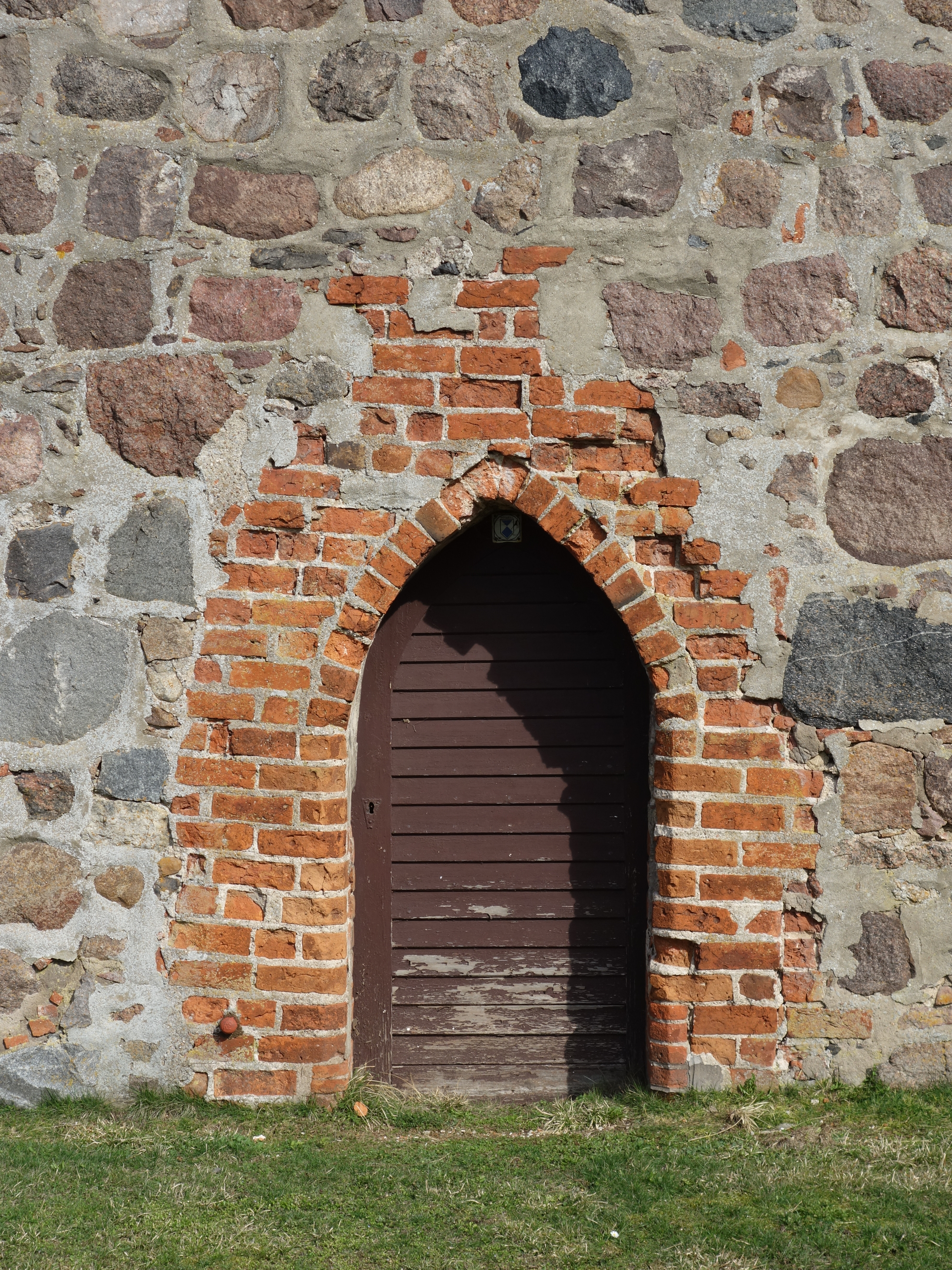
Portal an der Nordseite

Die evangelische Dorfkirche in Bendelin, einem Ortsteil der Gemeinde Plattenburg im Landkreis Prignitz in Brandenburg, wurde wohl im 13. Jahrhundert errichtet. Die Feldsteinkirche an der Bendeliner Dorfstraße ist ein geschütztes Baudenkmal. Sie gehört zum Pfarrsprengel Glöwen-Schönhagen im Kirchenkreis Prignitz der Evangelischen Kirche Berlin-Brandenburg-schlesische Oberlausitz.

## Beschreibung
Der Saalbau aus Feldstein besitzt einen eingezogenen Westturm, der Anfang des 14. Jahrhunderts stark verändert wurde. Nur drei Ostfenster und zwei spitzbogige Portale an der Nordseite sind vermutlich ursprünglich. Die Fenstergruppe im Ostgiebel ist mit flachen Laibungen und Blenden in Backstein versehen. Die Fenster des Kirchenschiffs wurden im 18. und 19. Jahrhundert verändert.

## Ausstattung
Der Innenraum ist flachgedeckt und besitzt eine West- und Nordempore. An der Ostseite ist ein barocker Kanzelkorb aus dem Jahr 1745 erhalten.
Die Orgel wurde 1852 von Friedrich Hermann Lütkemüller aus Wittstock/Dosse eingebaut.